# Российская концессия в Тяньцзине
Российская концессия в Тяньцзине (кит. упр. 天津俄租界, пиньинь Tiānjīn é zūjiè) — концессия Российской Империи, существовавшая на китайской территории в городе Тяньцзинь в начале XX века. Занимала два участка на восточном берегу реки Хайхэ. В 1920 году Бэйянское правительство Китайской Республики захватило концессию у РСФСР. СССР отказался от претензий на концессию в 1924 году.

## История
1 (13) июня 1858 года Е. В. Путятин подписал в Тяньцзине русско-китайский трактат (ратифицированный китайской стороной в 1860 году), который, в частности, гарантировал безопасность и неприкосновенность собственности русских, живущих в Цинской империи, расширял права российских купцов, и предоставлял право назначать консулов в открытые для торговых судов порты. После этого в Тяньцзине начала постепенно складываться русская диаспора. Так, известный русский предприниматель А. Д. Старцев был членом правления французской и британской концессий, и подарил городу землю, на которой в 1887 году был разбит парк, названный в честь английской королевы Виктории (фамилия Старцева была упомянута среди членов правления британской концессии на установленной тогда в парке памятной табличке).
В 1900 году во время восстания ихэтуаней европейские концессии в Тяньцзине оказались в осаде. После того, как к ним пробился европейский десант, войска восьми держав разгромили ихэтуаней под Тяньцзинем, оккупированный город на два года перешёл под управление иностранных держав.
9 ноября 1900 года была официально образована российская концессия в Тяньцзине. На территории, изначально выделенной под концессию, оказалась железнодорожная станция Лаолунтоу. Под британским давлением станция и железная дорога были возвращены китайским кластям, в результате чего российская концессия стала состоять из двух отдельных участков. Как писал И. И. Серебренников,
«Русская концессия была густо застроена в районе вокзала, далее же, вниз по реке Бэйхо, строения становились редкими, и этот район концессии принимал приблизительно характер дачной местности. Как я узнал, за много лет обладания Русской концессией русских домовладений сложилось здесь очень немного: не более десятка.»
3 октября 1913 года российский посланник в Пекине В. Н. Крупенский утвердил устав русского Благотворительного общества, поставившего своей целью «всевозможную помощь всем русским подданным, которые, попадая в район Тяньцзиньского консульства, терпят нужду или вообще требуют помощи». Когда после Октябрьской революции в России в Китай хлынул поток беженцев, обществу пришлось значительно расширить сферу своей деятельности. Весной 1921 года на территории Российской концессии был открыт госпиталь; Общество сделало всё возможное, чтобы приём больных производился за минимальную плату, а иногда и вообще бесплатно. Кроме того, Общество содержало приют для неимущих россиян — в 1923 году в нём проживало около 500 человек.
В 1920 году российская концессия была захвачена китайскими властями. Бывший премьер-министр колчаковского правительства П. В. Вологодский описал эти события так:
Русский флаг был спущен по приказанию генерала Хуана канцелярским боем, китайский тотчас же поднят. Всё происходило довольно тихо и мирно, без всяких инцидентов, раздалось лишь несколько аплодисментов из толпы китайцев, окружавшей здание, когда взвился китайский флаг. На вопрос, кто будет ведать городской стражей и судебными делами, генерал Хуан ответил, что делами этими будет ведать его секретарь генерал Ян-и-дэ. На вопрос же, по каким законам, китайским или русским, будет судить Ян-и-дэ, последний не дал определённого ответа. Тот же генерал Хуан просил всех русских остаться на службе и продолжать своё дело…

## Русская община в Тяньцзине после захвата концессии китайскими властями
После захвата российского консульства в Тяньцзине китайскими властями граждане бывшей Российской империи, проживавшие на территории концессии, собрались вместе и стали решать, как быть дальше. Не придя к определённому решению, они выбрали инициативную группу под названием «Русская комиссия в Тяньцзине». Комиссия направила в Пекин своего представителя П. В. Вологодского с целью разузнать подробности политической обстановки. После его возвращения из Пекина было решено созвать общее собрание русских тяньцзиньцев. На этом собрании 26 ноября 1920 года был избран Комитет представителей русского населения Тяньцзиня, который возглавил В. В. Носач-Носков.
Как Комитет, так и Комиссию постоянно раздирали разногласия. Так как в 1924 году СССР официально отказался от претензий на бывшие концессии Российской империи в Китае, то этим организациям оставалось заниматься в основном благотворительностью. 4 декабря 1928 года состоялось общее собрание, после которого Комитет сложил свои полномочия и самораспустился.
К 1930-м годам в Тяньцзине оказалось довольно много евреев. Для сохранения памяти о русских корнях еврейская община организовала тяньцзиньскую Русско-еврейскую гимназию, в недрах которого благодаря деятельности Елены Якобсон (Жемчужной) возникло Русское драматическое театрально объединение. Однажды профессор Е. М. Чепурковский, бывший близким другом родителей Елены, предложил ей собрать группу молодых людей, желающих расширить свои познания о Китае: к нему обратилось немецкое издательство «Пей-Янг Пресс», задумавшее издавать ежемесячный журнал на русском языке. На собрании в доме родителей Елены было решено назвать журнал «Китайский вестник». Главным редактором журнала стал популярный журналист В. Н. Иванов. Первый номер журнала вышел в марте 1936 года. Однако вскоре члены редколлегии начали один за другим пропадать, а затем в местной русской ежедневной газете появилась статья «Советский шпион разоблачён» с фотографией одного из пропавших членов редколлегии; в статье сообщалось, что Тяньцзинь стал центром международных шпионских организаций. После выхода шестого номера «Китайский вестник» прекратил своё существование.
7 июля 1937 года началась вторая японо-китайская война. В ходе сражения за Пекин и Тяньцзинь японские войска 12 июля заняли Тяньцзиньский вокзал, а в ночь с 29 на 30 июля китайские войска были вынуждены оставить Тяньцзинь. Русские в Тяньцзине оказались во власти японского Бюро по делам российских эмигрантов. Японцами в оккупированных китайских городах были созданы Русские эмигрантские комитеты по борьбе с коммунизком, а в Тяньцзине находилось Северокитайское Центральное управление антикоммунистических комитетов. Ещё остававшиеся в Тяньцзине русские старались по возможности уехать (в основном в Шанхай); а после поражения Японии во второй мировой войне постарались эмигрировать те, кто активно сотрудничал с японцами. В результате и без того немногочисленная русская община Тяньцзиня постепенно исчезла.